# Aktuar
Aktuar (latinsko actuarius) je bil v srednjem veku pisarniški uradnik oz. sodni pisar.
Danes je to naziv za zavarovalniškega strokovnjaka za preračunavanje rentabilnosti zavarovanj in premij. To zahteva od aktuarja dobro poznavanje matematičnih (verjetnostni račun) in statističnih ter informacijskih orodij. Zato se pogosto za aktuarja uporablja tudi naziv zavarovalniški matematik. 
Aktuar ima običajno v zavarovalnicah tudi vlogo revizorja za področje zavarovalniških poslov. 
Aktuar s posebnimi, od ustrezne državne institucije podeljenimi pooblastili, se imenuje pooblaščeni aktuar. V Sloveniji podeljuje naziv poblaščeni aktuar Agencija za zavarovalni nadzor. Potrebni pogoji za pridobitev naziva pooblaščeni aktuar so najmanj dve leti izkušenj na področju aktuarstva in pa opravljeni izpiti iz podiplomskega magistrskega študija aktuarstva Ekonomske fakultete v Ljubljani. 